# Final de la Copa del Rey de fútbol 2015-16
La Final de la Copa del Rey de fútbol 2015-16 fue la 112.ª edición de la definición del torneo y se disputó el 22 de mayo de 2016 en el estadio Vicente Calderón de Madrid. Los equipos que la disputaron fueron el Sevilla Fútbol Club y el Fútbol Club Barcelona, que se enfrentaban por primera vez en una final de Copa. Existía el precedente de un enfrentamiento entre ambos conjuntos a principio de esta temporada 2015-16, el 11 de agosto de 2015 en la Supercopa de Europa, con resultado de 5–4 a favor de los azulgranas.
El partido concluyó los noventa minutos reglamentarios con 0–0, imponiéndose el Barcelona en la prórroga por 2–0 y logrando el «Doblete», al haber ganado a su vez el Campeonato Nacional de Liga.

## Camino a la final
| F. C. Barcelona    | F. C. Barcelona | F. C. Barcelona          | Eliminatoria  | Sevilla F. C.  | Sevilla F. C. | Sevilla F. C.            |
| ------------------ | --------------- | ------------------------ | ------------- | -------------- | ------------- | ------------------------ |
| Oponente           | Resultado       | Global                   |               | Oponente       | Resultado     | Global                   |
| C. F. Villanovense | 6–1             | 0–0 visitante; 6–1 local | Dieciseisavos | U. D. Logroñés | 5–0           | 3–0 visitante; 2–0 local |
| R. C. D. Español   | 6–1             | 4–1 local; 2–0 visitante | Octavos       | Real Betis     | 6–0           | 2–0 visitante; 4–0 local |
| Athletic Club      | 5–2             | 2–1 visitante; 3–1 local | Cuartos       | C. D. Mirandés | 5–0           | 2–0 local; 3–0 visitante |
| Valencia C. F.     | 8–1             | 7–0 local; 1–1 visitante | Semifinales   | Celta de Vigo  | 6–2           | 4–0 local; 2–2 visitante |

## Partido
| 1     | Guardameta     | Marc-André ter Stegen |      |
| 22    | Defensa        | Dani Alves            |      |
| 3     | Defensa        | Gerard Piqué          |      |
| 14    | Defensa        | Javier Mascherano     |      |
| 18    | Defensa        | Jordi Alba            | 120' |
| 4     | Centrocampista | Ivan Rakitić          | 45'  |
| 5     | Centrocampista | Sergio Busquets       |      |
| 8     | Centrocampista | Andrés Iniesta        |      |
| 10    | Delantero      | Lionel Messi          |      |
| 9     | Delantero      | Luis Suárez           | 57'  |
| 11    | Delantero      | Neymar                |      |
| D. T. | D. T.          | Luis Enrique          |      |

| 1     | Guardameta     | Sergio Rico         |      |
| 25    | Defensa        | Mariano             | 80'  |
| 3     | Defensa        | Adil Rami           |      |
| 6     | Defensa        | Daniel Carriço      |      |
| 18    | Defensa        | Sergio Escudero     |      |
| 4     | Centrocampista | Grzegorz Krychowiak |      |
| 8     | Centrocampista | Vicente Iborra      | 106' |
| 23    | Centrocampista | Coke                |      |
| 19    | Centrocampista | Éver Banega         |      |
| 20    | Centrocampista | Vitolo              |      |
| 9     | Delantero      | Kevin Gameiro       |      |
| D. T. | D. T.          | Unai Emery          |      |

| 24 | Defensa        | Jérémy Mathieu    | 45'  |
| 12 | Centrocampista | Rafinha Alcántara | 57'  |
| 20 | Centrocampista | Sergi Roberto     | 120' |

| 10 | Delantero | Yevhen Konoplyanka | 80'  |
| 24 | Delantero | Fernando Llorente  | 106' |

| 97' · 120+2' | Jordi Alba Neymar | 1:0 2:0 |

| 87' · 89' · 90' · 90' | Jordi Alba Neymar Dani Alves Andrés Iniesta |

| 73' · 75' · 90+5' · 92' · 102' · 104' · 114' · 120+1' | Adil Rami Vitolo Vicente Iborra Grzegorz Krychowiak Yevhen Konoplyanka Sergio Escudero Kevin Gameiro Daniel Carriço |

| 36' | Javier Mascherano |

| 90'+2' · 120'+1' | Éver Banega Daniel Carriço |

| Principal  | Del Cerro Grande |
| Asistentes | Yuste Jiménez    |
|            | Alonso Fernández |
| Cuarto     | Gil Manzano      |
| Quinto     | Nevado Rodríguez |

|                    |     |     |
| Tiros              | 17  | 14  |
| Tiros a puerta     | 10  | 2   |
| Faltas             | 11  | 31  |
| Saques de esquina  | 12  | 11  |
| Penaltis           | 0   | 0   |
| Fueras de juego    | 4   | 3   |
| Posesión del balón | 49% | 51% |

| Alineación inicial |

| 1     | Guardameta     | Marc-André ter Stegen |      |
| 22    | Defensa        | Dani Alves            |      |
| 3     | Defensa        | Gerard Piqué          |      |
| 14    | Defensa        | Javier Mascherano     |      |
| 18    | Defensa        | Jordi Alba            | 120' |
| 4     | Centrocampista | Ivan Rakitić          | 45'  |
| 5     | Centrocampista | Sergio Busquets       |      |
| 8     | Centrocampista | Andrés Iniesta        |      |
| 10    | Delantero      | Lionel Messi          |      |
| 9     | Delantero      | Luis Suárez           | 57'  |
| 11    | Delantero      | Neymar                |      |
| D. T. | D. T.          | Luis Enrique          |      |

| 1     | Guardameta     | Sergio Rico         |      |
| 25    | Defensa        | Mariano             | 80'  |
| 3     | Defensa        | Adil Rami           |      |
| 6     | Defensa        | Daniel Carriço      |      |
| 18    | Defensa        | Sergio Escudero     |      |
| 4     | Centrocampista | Grzegorz Krychowiak |      |
| 8     | Centrocampista | Vicente Iborra      | 106' |
| 23    | Centrocampista | Coke                |      |
| 19    | Centrocampista | Éver Banega         |      |
| 20    | Centrocampista | Vitolo              |      |
| 9     | Delantero      | Kevin Gameiro       |      |
| D. T. | D. T.          | Unai Emery          |      |

| 24 | Defensa        | Jérémy Mathieu    | 45'  |
| 12 | Centrocampista | Rafinha Alcántara | 57'  |
| 20 | Centrocampista | Sergi Roberto     | 120' |

| 10 | Delantero | Yevhen Konoplyanka | 80'  |
| 24 | Delantero | Fernando Llorente  | 106' |

| 97' · 120+2' | Jordi Alba Neymar | 1:0 2:0 |

| 87' · 89' · 90' · 90' | Jordi Alba Neymar Dani Alves Andrés Iniesta |

| 73' · 75' · 90+5' · 92' · 102' · 104' · 114' · 120+1' | Adil Rami Vitolo Vicente Iborra Grzegorz Krychowiak Yevhen Konoplyanka Sergio Escudero Kevin Gameiro Daniel Carriço |

| 36' | Javier Mascherano |

| 90'+2' · 120'+1' | Éver Banega Daniel Carriço |

| Principal  | Del Cerro Grande |
| Asistentes | Yuste Jiménez    |
|            | Alonso Fernández |
| Cuarto     | Gil Manzano      |
| Quinto     | Nevado Rodríguez |

|                    |     |     |
| Tiros              | 17  | 14  |
| Tiros a puerta     | 10  | 2   |
| Faltas             | 11  | 31  |
| Saques de esquina  | 12  | 11  |
| Penaltis           | 0   | 0   |
| Fueras de juego    | 4   | 3   |
| Posesión del balón | 49% | 51% |

| Alineación inicial |

| 1     | Guardameta     | Marc-André ter Stegen |      |
| 22    | Defensa        | Dani Alves            |      |
| 3     | Defensa        | Gerard Piqué          |      |
| 14    | Defensa        | Javier Mascherano     |      |
| 18    | Defensa        | Jordi Alba            | 120' |
| 4     | Centrocampista | Ivan Rakitić          | 45'  |
| 5     | Centrocampista | Sergio Busquets       |      |
| 8     | Centrocampista | Andrés Iniesta        |      |
| 10    | Delantero      | Lionel Messi          |      |
| 9     | Delantero      | Luis Suárez           | 57'  |
| 11    | Delantero      | Neymar                |      |
| D. T. | D. T.          | Luis Enrique          |      |

| 1     | Guardameta     | Sergio Rico         |      |
| 25    | Defensa        | Mariano             | 80'  |
| 3     | Defensa        | Adil Rami           |      |
| 6     | Defensa        | Daniel Carriço      |      |
| 18    | Defensa        | Sergio Escudero     |      |
| 4     | Centrocampista | Grzegorz Krychowiak |      |
| 8     | Centrocampista | Vicente Iborra      | 106' |
| 23    | Centrocampista | Coke                |      |
| 19    | Centrocampista | Éver Banega         |      |
| 20    | Centrocampista | Vitolo              |      |
| 9     | Delantero      | Kevin Gameiro       |      |
| D. T. | D. T.          | Unai Emery          |      |

| 24 | Defensa        | Jérémy Mathieu    | 45'  |
| 12 | Centrocampista | Rafinha Alcántara | 57'  |
| 20 | Centrocampista | Sergi Roberto     | 120' |

| 10 | Delantero | Yevhen Konoplyanka | 80'  |
| 24 | Delantero | Fernando Llorente  | 106' |

| 97' · 120+2' | Jordi Alba Neymar | 1:0 2:0 |

| 87' · 89' · 90' · 90' | Jordi Alba Neymar Dani Alves Andrés Iniesta |

| 73' · 75' · 90+5' · 92' · 102' · 104' · 114' · 120+1' | Adil Rami Vitolo Vicente Iborra Grzegorz Krychowiak Yevhen Konoplyanka Sergio Escudero Kevin Gameiro Daniel Carriço |

| 36' | Javier Mascherano |

| 90'+2' · 120'+1' | Éver Banega Daniel Carriço |

| Principal  | Del Cerro Grande |
| Asistentes | Yuste Jiménez    |
|            | Alonso Fernández |
| Cuarto     | Gil Manzano      |
| Quinto     | Nevado Rodríguez |

|                    |     |     |
| Tiros              | 17  | 14  |
| Tiros a puerta     | 10  | 2   |
| Faltas             | 11  | 31  |
| Saques de esquina  | 12  | 11  |
| Penaltis           | 0   | 0   |
| Fueras de juego    | 4   | 3   |
| Posesión del balón | 49% | 51% |

| Alineación inicial |

| 1     | Guardameta     | Marc-André ter Stegen |      |
| 22    | Defensa        | Dani Alves            |      |
| 3     | Defensa        | Gerard Piqué          |      |
| 14    | Defensa        | Javier Mascherano     |      |
| 18    | Defensa        | Jordi Alba            | 120' |
| 4     | Centrocampista | Ivan Rakitić          | 45'  |
| 5     | Centrocampista | Sergio Busquets       |      |
| 8     | Centrocampista | Andrés Iniesta        |      |
| 10    | Delantero      | Lionel Messi          |      |
| 9     | Delantero      | Luis Suárez           | 57'  |
| 11    | Delantero      | Neymar                |      |
| D. T. | D. T.          | Luis Enrique          |      |

| 1     | Guardameta     | Sergio Rico         |      |
| 25    | Defensa        | Mariano             | 80'  |
| 3     | Defensa        | Adil Rami           |      |
| 6     | Defensa        | Daniel Carriço      |      |
| 18    | Defensa        | Sergio Escudero     |      |
| 4     | Centrocampista | Grzegorz Krychowiak |      |
| 8     | Centrocampista | Vicente Iborra      | 106' |
| 23    | Centrocampista | Coke                |      |
| 19    | Centrocampista | Éver Banega         |      |
| 20    | Centrocampista | Vitolo              |      |
| 9     | Delantero      | Kevin Gameiro       |      |
| D. T. | D. T.          | Unai Emery          |      |

| 24 | Defensa        | Jérémy Mathieu    | 45'  |
| 12 | Centrocampista | Rafinha Alcántara | 57'  |
| 20 | Centrocampista | Sergi Roberto     | 120' |

| 10 | Delantero | Yevhen Konoplyanka | 80'  |
| 24 | Delantero | Fernando Llorente  | 106' |

| 97' · 120+2' | Jordi Alba Neymar | 1:0 2:0 |

| 87' · 89' · 90' · 90' | Jordi Alba Neymar Dani Alves Andrés Iniesta |

| 73' · 75' · 90+5' · 92' · 102' · 104' · 114' · 120+1' | Adil Rami Vitolo Vicente Iborra Grzegorz Krychowiak Yevhen Konoplyanka Sergio Escudero Kevin Gameiro Daniel Carriço |

| 36' | Javier Mascherano |

| 90'+2' · 120'+1' | Éver Banega Daniel Carriço |

| Principal  | Del Cerro Grande |
| Asistentes | Yuste Jiménez    |
|            | Alonso Fernández |
| Cuarto     | Gil Manzano      |
| Quinto     | Nevado Rodríguez |

|                    |     |     |
| Tiros              | 17  | 14  |
| Tiros a puerta     | 10  | 2   |
| Faltas             | 11  | 31  |
| Saques de esquina  | 12  | 11  |
| Penaltis           | 0   | 0   |
| Fueras de juego    | 4   | 3   |
| Posesión del balón | 49% | 51% |

| Alineación inicial |

|                     |
| Bandera de Cataluña |
| Campeón             |
| F. C. Barcelona     |
| 28.º título         |